# リカヴィネ
リカヴィネは、2003年にタカラ（現：タカラトミー）から発売されたフィギュアである。「リカ」は「リカちゃん」、「ヴィネ」は小型のジオラマを示す「ヴィネット」を意味する。

## 概要
着せ替え人形「リカちゃん」の販売5000万体を記念して企画された商品である。2003年7月30日に日本全国の小売店で発売された。価格は300円。フィギュアと描き下ろしトレーディングカードがセットになっており、購入の際に中身がわからないブラインドボックス仕様で販売された。
フィギュア制作は海洋堂が担当。原型師は大嶋優木。リカちゃん人形をそのままフィギュア化したものではなく、アニメ風の美少女萌えフィギュアに近い商品であった。
発売直後に入手困難となったり、このフィギュアをテーマにした同人誌即売会も開かれるなど、爆発的な人気を集めた。また、インターネットオークションで「魔改造」と呼ばれる性的な改造（下半身部分を削り性器を彫る等）を施したものが多数出品され、タカラが抗議したという出来事もあった。

### ラインナップ
フィギュアのラインナップは全5種類で以下のとおり。
- なかよくお食事
- ランチに参加!?
- e-karaでノリノリ!!
- のんびりバスタイム
- イイ夢見てね

## リセヴィネ
2004年2月22日に開催された「2004ワンダーフェスティバル冬」の会場で限定販売されたフィギュア。モチーフとなるキャラクターを、ワンダーフェスティバルのマスコットキャラクターである「ワンダ」「リセット」に変えて作られ、色や小物の造形にも変更が加えられている。また、専用のコンプリートボックスも同時に販売された。
ラインナップは以下の通り。リカヴィネの5種に加えて、新規造形のシークレットが追加された。
- 仲良くお食事かよっ!
- ランチに参加かよっ!
- e-karaでノリノリかよっ!
- のんびりバスタイムかよっ!
- いい夢みてるかよっ!
- シークレット（リカヴィネの外箱イラストがモデル）